# Монона (округ)
Моно́на (англ. Monona County) — округ в США, штате Айова. На 2000 год численность населения составляла 10 020 человек. По оценке бюро переписи населения США в 2009 году население округа составляло 8882 человек. Окружным центром является город Онава.

## История
Округ Монона был сформирован в 15 января 1851 года.

## География
По данными Бюро переписи населения США площадь округа Монона составляет 1795 км².

### Основные шоссе
- Федеральная автострада 29
- Автострада 37
- Автострада 141
- Автострада 175
- Автострада 183

### Соседние округа
- Вудбери  (север)
- Крофорд  (восток)
- Гаррисон  (юг)
- Берт, Небраска  (юго-запад)
- Терстон, Небраска  (запад)

## Демография
По данным переписи населения 2000 года в округе проживало 10 020 жителей. Среди них 21,6 % составляли дети до 18 лет, 23,6 % люди возрастом более 65 лет. 51,1 % населения составляли женщины.
Национальный состав был следующим: 97,8 % белых, 0,2 % афроамериканцев, 1,0 % представителей коренных народов, 0,2 % азиатов, 1,1 % латиноамериканцев. 0,7 % населения являлись представителями двух или более рас.
Средний доход на душу населения в округе составлял $17477. 13,8 % населения имело доход ниже прожиточного минимума. Средний доход на домохозяйство составлял $41009.
Также 81,7 % взрослого населения имело законченное среднее образование, а 13,4 % имело высшее образование.